# Fischer Airfish AF-1
Der Fischer Airfish AF-1 war ein Versuchsträger der Fischer Flugmechanik zur Untersuchung der Grundlagen für Bodeneffektfahrzeuge. Erste Erprobungsflüge fanden ab 1987 in Essen auf dem Baldeney-See statt.

## Geschichte
Nachdem Rhein-Flugzeugbau die Entwicklung von Bodeneffektfahrzeugen mit der RFB X-114 Ende der siebziger Jahre eingestellt hatte, übernahm Hanno Fischer die Rechte an der Entwicklung und führte die Arbeiten in seinem 1979 gegründeten Ingenieurbüro Fischer Flugmechanik gemeinsam mit Klaus Matjasic auf eigene Kosten fort. Anders als bei den auch in größeren Höhen flugfähigen RFB-Flugbooten RFB X-113 und RFB X-114 beabsichtigten Fischer und Matjasic den Bau eines reinen Bodeneffekt-Boots, das den Bodeneffektbereich nicht verlassen konnte. Damit sollten die hohen luftfahrttechnischen Anforderungen an ein Bodeneffekt-Fahrzeug bei der Entwicklung, Zulassung und beim späteren Betrieb vermieden werden und eine rein schifffahrtstechnische Zulassung des Fahrzeugs erfolgen. Fischer und Matjasic mussten dazu den Schifffahrtsbehörden nachweisen, dass ihr Entwurf konstruktiv nicht in der Lage war, den Bodeneffektbereich zu verlassen.
Die grundlegenden Fragen der Auslegung von reinen Bodeneffektfahrzeugen wurden von beiden in den ersten Jahren mit Hilfe von kleineren Flugmodellen erarbeitet. Mitte der achtziger Jahre begann dann der Bau eines Erprobungsträgers, der unter der Bezeichnung Airfish AF-1 erstmals 1987 flog.

## Konstruktion
Beim Airfish AF-1 griff Hanno Fischer wieder auf das von der X-113 bekannte Konzept des Trimaran zurück. Wie die X-113 und X-114 verfügte der AF-1 über einen umgekehrten Deltaflügel nach dem Prinzip von Alexander Lippisch. Der Entwurf war so ausgelegt, dass der induzierte Widerstand bei Verlassen des Bodeneffekt-Bereichs ansteigt und das Boot so wieder in eine Sinkbewegung hineinführt. Mit einem kleinen 33 PS starken Motor, der eine Mantelschraube auf dem Rumpf hinter dem Cockpit antrieb, sollten im Bodeneffektbereich Geschwindigkeiten bis zu 100 km/h erreicht werden. Während der Rumpf als Monocoque in Kunststoff ausgeführt wurde, waren Flügel und Leitwerk als stoffumspannte Rohrkonstruktionen ausgeführt.

## Erprobung
Die Erprobung des FF Airfish AF-1 fand ab 1987 in Essen auf dem Baldeney-See statt. Mehrfach wurden Flügel, Leitwerk und Motorisierung in der fast zweijährigen Erprobung verändert. Mit der AF-1 wurde schließlich der gewünschte Nachweis der Nichtflugtauglichkeit des Entwurfs geführt. Damit waren die Voraussetzungen für eine bootstechnische Zulassung des Airfish-Entwurfs geschaffen.

## Technische Daten
| Kenngröße             | Daten   |
| --------------------- | ------- |
| Besatzung             | 1       |
| Passagiere            | –       |
| Länge                 | 8,50 m  |
| Spannweite            | 9,50 m  |
| Höhe                  | 2,10 m  |
| Flügelfläche          | m²      |
| Flügelstreckung       |         |
| Gleitzahl             |         |
| Geringstes Sinken     |         |
| Nutzlast              |         |
| Leermasse             |         |
| max. Startmasse       | 320 kg  |
| Reisegeschwindigkeit  |         |
| Höchstgeschwindigkeit | 95 km/h |
| Dienstgipfelhöhe      | 0,1 m   |
| Reichweite            |         |
| Triebwerke            | 33 PS   |

## Folge-Entwürfe
Nach der bootstechnischen Anerkennung des Airfish-Entwurfs widmeten sich Fischer und Matjasic den grundlegenden betriebstechnischen Anforderungen des Bootbetriebs, die von dem Erprobungsträger AF-1 nicht erfüllt wurden. Bis 1989 entstand der Entwurf eines bootstechnisch handhabbaren Boots unter der Bezeichnung Airfish AF-2. Der AF-1 Erprobungsträger wurde für den Bau des zweiten Erprobungsträgers verwendet.

## Verwandte Entwicklungen
- RFB X-113 (Vorgänger)
- Airfish AF-2 (Weiterentwicklung)